# NGC 5379
NGC 5379 is een balkspiraalstelsel in het sterrenbeeld Grote Beer. Het hemelobject werd op 24 april 1789 ontdekt door de Duits-Britse astronoom William Herschel.

## Synoniemen
- UGC 8860
- MCG 10-20-49
- ZWG 295.26
- PGC 49508